# Wspólnota administracyjna Rothenburg/O.L.
Wspólnota administracyjna Rothenburg/O.L., wspólnota administracyjna Rothenburg/Oberlausitz (niem. Verwaltungsgemeinschaft Rothenburg/O.L.) – wspólnota administracyjna w Niemczech, w kraju związkowym Saksonia. Siedziba wspólnoty znajduje się w mieście Rothenburg/O.L.
Wspólnota administracyjna zrzesza jedną gminę miejską oraz jedną gminę wiejską: 
- Hähnichen
- Rothenburg/O.L.